# Medalla del frente oriental 1941/42
La medalla del frente oriental (en alemán: Medaille Winterschlacht im Osten 1941/42) fue una condecoración otorgada por la Alemania nazi durante la Segunda Guerra Mundial a tanto personal combatientes como no combatientes que sirvieron en el frente alemán durante la Operación Barbarossa durante el período de 15 de noviembre de 1941 al 15 de abril de 1942. Fue instituida el 26 de mayo de 1942 y se conoce más comúnmente como el  Ostmedaille  (Medalla de Oriente). Fue creada para reconocer la dificultad sufrida por Alemania, a los combatientes o no combatientes, durante el invierno ruso de 1941 y 1942. Fue irónicamente llamado el  Frozen Meat Medal  o la "Orden de la Carne congelada" (en alemán: Gefrierfleischorden) por el personal del Ejército alemán, la Luftwaffe y la Waffen-SS.

## Para optar al premio
- 14 días sirviendo en combate activo dentro del área especificada del 15 de noviembre de 1941 al 15 de abril de 1942.
- 60 días sirviendo en el área especificada entre 15 de noviembre de 1941 y 15 de abril de 1942, esto para los no combatientes
- Herido en acción
- Muerto en acción (premio póstumo)
- Lesiones causadas por la hipotermia (u otra lesión relacionada con el clima) lo suficientemente grave como para justificar la emisión de una insignia de herida

Mide 3.6 cm de diámetro, generalmente hecha de zinc, a la medalla se le daba una capa de color metalizado. Por un lado, un águila agarra una esvástica y el reverso aparece el texto "Winterschlacht im Osten 1941/42" ("Batalla de invierno del este 1941-1942") con una espada cruzada y una rama debajo del texto. El casco y el anillo exterior se terminaron en un efecto de plata pulida. La cinta que acompañó la medalla era de color rojo, blanco y negro. La medalla y la cinta se presentaban habitualmente en un paquete de papel, pero éstos siempre fueron desechados. Más de 3 millones fueron realizadas por más de 26 empresas confirmadas al momento en que la orden fue dada de baja oficialmente por Oberkommando der Wehrmacht el 4 de septiembre de 1944.

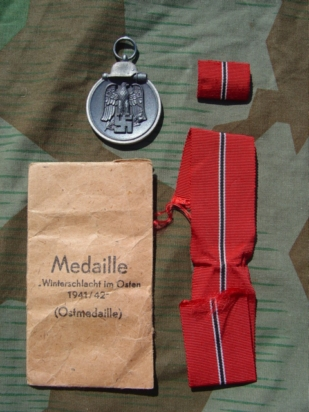
Winterschlacht Im Osten con la envoltura y la cinta

La medalla en sí no era usada en el traje de combate a diferencia con el primero de clase Cruz de Hierro o la Kriegsverdienstkreuz por ejemplo, pero se podía usar como una barra de cinta, o la cinta sola en el segundo ojal de arriba del traje de combate según segunda clase Cruz de Hierro.
Años después de que terminó la guerra, una versión alternativa de la medalla fue creado que omite la esvástica, pero lo demás es idéntico. El personal que se habían ganado la medalla durante la guerra y que estaban sirviendo en el Bundeswehr usaría la versión alternativa, con su uniforme militar.